# Pipistrellus coromandra
Pipistrellus coromandra är en fladdermusart som först beskrevs av Gray 1838.  Pipistrellus coromandra ingår i släktet Pipistrellus och familjen läderlappar. IUCN kategoriserar arten globalt som livskraftig. Inga underarter finns listade i Catalogue of Life.
Djuret har 26 till 34 mm långa underarmar, en 28 till 35 mm lång svans, cirka 9 mm stora öron och en vikt vid 3,4 g. Pälsen bildas av hår som är särskilt mörka nära roten. De har på ovansidan en mörkbrun till rödbrun färg och på undersidan är pälsen lite ljusare. Djurets hjärnskål är lite avplattad och de övre framtänderna har två knölar på toppen.
Denna fladdermus förekommer i södra Asien. Den största populationen hittas från östra Afghanistan över norra Pakistan och norra Indien till det sydostasiatiska fastlandet. Andra populationer finns i centrala Indien, södra Indien och Sri Lanka. Pipistrellus coromandra lever i kulliga områden och i bergstrakter mellan 100 och 2750 meter över havet. Habitatet varierar mellan skogar, jordbruksmark och stadsnära områden.
Individerna vilar ofta i gömställen som skapades av människor som byggnader eller sprickor i murar. De kan även sova i grottor, i trädens håligheter, under lösa barkskivor eller under överhängande klippor. Pipistrellus coromandra bildar vid viloplatsen mindre flockar. Den börjar sin jakt på flugor, flygande myror och andra mindre insekter tidigt på kvällen. En kull består vanligen av tvillingar.